# سهم الماء الفراشي
سهمية فراشية (الاسم العلمي:Sagittaria papillosa) هي نوع من النباتات تتبع جنس السهمية من الفصيلة المزمارية.